# 91023 Lutan
91023 Lutan è un asteroide della fascia principale. Scoperto nel 1998, presenta un'orbita caratterizzata da un semiasse maggiore pari a 2,5876037 UA e da un'eccentricità di 0,2100495, inclinata di 9,71780° rispetto all'eclittica.
Fa parte della famiglia di asteroidi Brangäne.
Il suo nome è in onore di Lu Tan, astrofisico della Chinese Academy of Science.